# Catedral del Espíritu Santo (Denpasar)
La Catedral del Espíritu Santo o simplemente Catedral de Denpasar (en indonesio: Katedral Roh Kudus) es el nombre que recibe un edificio religioso afiliado a la Iglesia Católica que se encuentra ubicado en la ciudad de Denpasar  capital de la isla de Bali al sur del país asiático de Indonesia.
La Parroquia y Catedral de Denpasar es servida por los sacerdotes de la Congregación del Verbo Divino. La actual estructura fue construida entre 1993 y 1998. El trabajo pastoral en la zona de Denpasar principalmente se centra en el campo de la educación pues la iglesia maneja centros educativos, pero también con grupos como los Carismáticos, la Legión de María, la Comunidad de la Santa Trinidad entre otros. La Parroquia Catedral se divide en 14 comunidades eclesiales.
El templo sigue el rito romano o latino y es la iglesia matriz de la diócesis de Denpasar (Dioecesis Denpasarensis o Keuskupan Denpasar) que empezó como prefectura apostólica en 1950 y fue elevada a su actual estatus en 1961 mediante la bula "Quod Christus" del papa Juan XXIII.
Se encuentra bajo la responsabilidad pastoral del Obispo Vincentius Silvester Tung Kiem San.